# Central School of Speech and Drama
La Central School of Speech and Drama est l'une des grandes écoles d'art dramatique britanniques.
Fondée en 1906 par Elsie Fogerty, elle est devenue en 2005 l'un des colleges constitutifs de l'université de Londres. La Webber Douglas Academy of Dramatic Art lui a été incorporée en 2006. Son siège, d'abord au Royal Albert Hall, a été transféré en 1957 à l'Embassy Theatre à Swiss Cottage, dans le district de Camden. Elle est actuellement présidée par Michael Grandage, directeur artistique du Donmar Warehouse, qui succède à ce poste à Harold Pinter.
Central forme des comédiens, écrivains et dramaturges, metteurs en scène, spécialistes de la voix, décorateurs, scénographes et techniciens dans le cadre d'un bachelor's degree of Arts (BA). L'école délivre également des master's degrees of Arts (MA) et des doctorats (PhD).

## Anciens élèves célèbres
- Joss Ackland
- Joe Alwyn
- Peggy Ashcroft
- Gael García Bernal
- Cicely Berry (en)
- Claire Bloom
- Jeremy Brett
- Ben Browder
- Michel Cacoyannis
- Phyllis Calvert
- Julie Christie
- Lucy Cohu
- Pauline Collins
- Peter Davison
- Judi Dench
- Amanda Donohoe
- Lindsay Duncan
- Christopher Eccleston
- Jennifer Ehle
- Rupert Everett
- Carrie Fisher
- Barry Foster
- James Frain
- Martin Freeman
- Dawn French
- Andrew Garfield
- Trevor Griffiths
- Philip Glenister
- Suzanna Hamilton
- Kit Harington
- Jason Isaacs
- Annette Kerr
- Alice Krige
- John Laurie
- Gabriella Licudi
- Jon Lord
- Cherie Lunghi
- Angus Macfadyen
- Virginia McKenna
- Cameron Mackintosh
- Stephen Moore (en)
- Joseph Morgan
- James Nesbitt
- Ita O'Brien
- Laurence Olivier
- Harold Pinter
- James Purefoy
- Lynn Redgrave
- Vanessa Redgrave
- Natasha Richardson
- Bruce Robinson
- Tony Robinson
- Pamela Salem
- Jennifer Saunders
- Kristin Scott Thomas
- Rufus Sewell
- Nathan Stewart-Jarrett
- Catherine Tate
- Ann Todd
- Kathleen Turner
- Mary Ure
- Zoë Wanamaker
- Lalla Ward
- Kevin Whately
- Susan Wooldridge